# 東京都道304號日比谷豐洲埠頭東雲町線

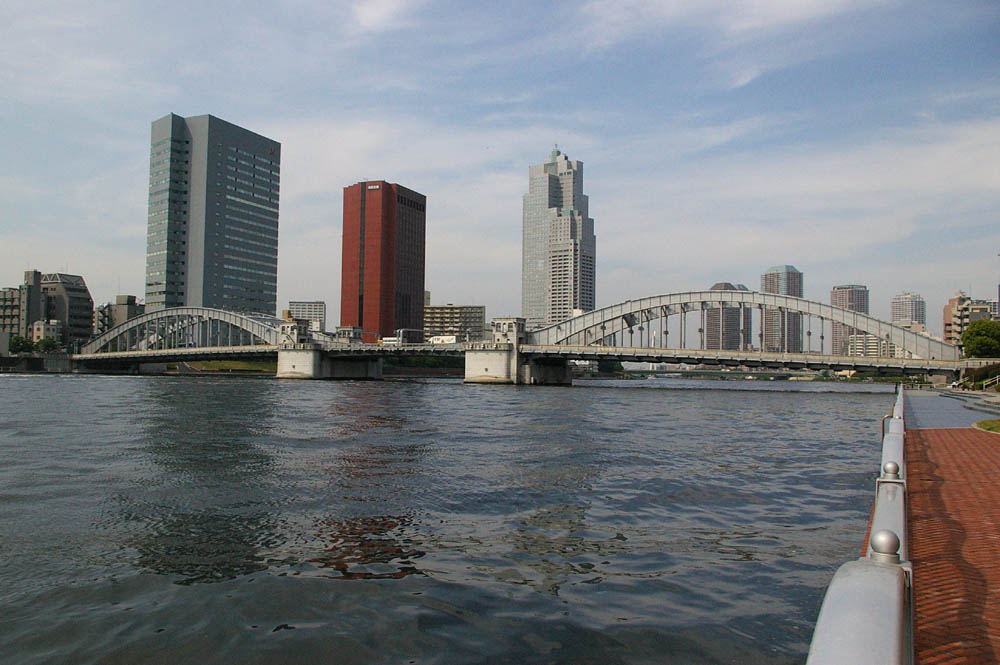
隅田川的勝鬨橋

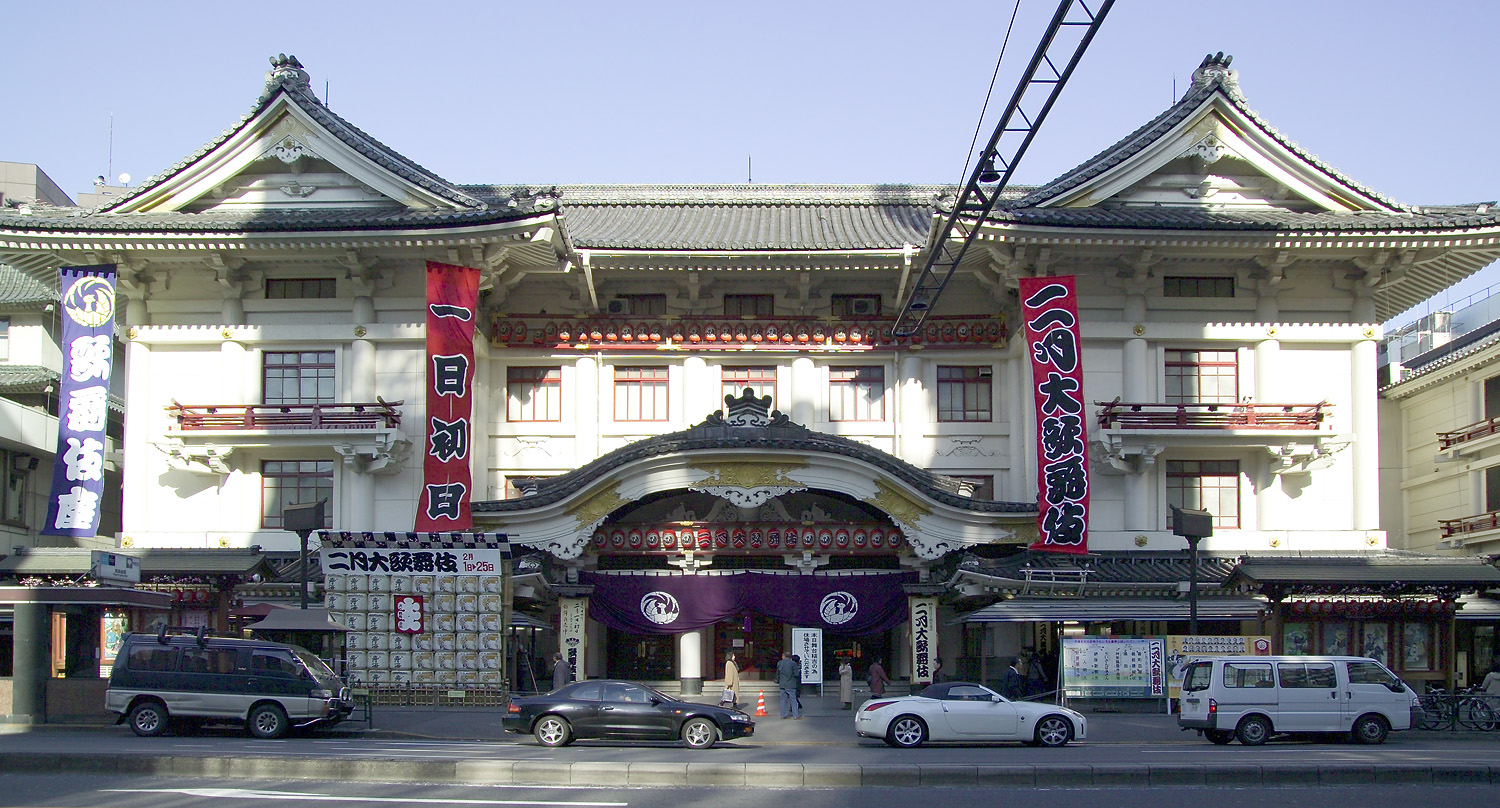
晴海通的東銀座・歌舞伎座

東京都道304號日比谷豐洲埠頭東雲町線（日语：／）是連結日本東京都千代田區與江東區的主要地方道。通稱晴海通。並有支線。

## 本線
本線起於日比谷，貫穿銀座中心地帶後，通過築地、勝鬨、晴海、豐洲至東雲。全線與國道1號祝田橋交差點至日比谷交差點區間通稱為晴海通。

### 起點、終點
- 起點：千代田區有樂町一丁目　日比谷交差點（國道1號、東京都道409號日比谷芝浦線）
- 終點：江東區東雲二丁目　東雲交差點
- 全長：6,400m

### 一般名稱
- 晴海通（東京都通稱道路名設定公告 昭和59年）

### 通過的自治體
- 東京都
  - 千代田區
  - 中央區
  - 江東區

### 連接的主要道路
| 交會道路                                                  | 交會道路                                                  | 交差點名 | 交差點名       |
| --------------------------------------------------------- | --------------------------------------------------------- | -------- | -------------- |
| 國道1號（晴海通）、（日比谷通） 東京都道409號日比谷芝浦線 | 國道1號（晴海通）、（日比谷通） 東京都道409號日比谷芝浦線 | 千代田區 | 日比谷         |
| 東京都道402號錦町有樂町線                                 | 東京都道402號錦町有樂町線                                 | 千代田區 | （有樂町站前） |
| 東京都道405號外濠環狀線（外堀通）                         | 東京都道405號外濠環狀線（外堀通）                         | 中央區   | 數寄屋橋       |
| 國道15號（中央通）                                        | 國道15號（中央通）                                        | 中央區   | 銀座4丁目      |
| 東京都道316號日本橋芝浦大森線（昭和通）                   | 東京都道316號日本橋芝浦大森線（昭和通）                   | 中央區   | 三原橋         |
| 東京都道50號東京市川線（新大橋通）                        | 東京都道50號東京市川線（新大橋通）                        | 中央區   | 築地4丁目      |
|                                                           | 東京都道463號上野月島線（清澄通）                         | 中央區   | 勝鬨站前       |
| 支線                                                      | 支線                                                      | 中央區   | 晴海3丁目      |
| 東京都道473号新富晴海線                                   | 東京都道473号新富晴海線                                   | 中央區   | 春海橋西       |
| 東京都道484號豐洲有明線                                   | 東京都道319號環狀三號線支線                               | 江東區   | 豐洲站前       |
| 國道357號（湾岸道路）                                     | 國道357號（湾岸道路）                                     | 江東區   | 東雲           |

### 橋梁
- 隅田川「勝鬨橋」
- 朝潮運河（日语：朝潮運河）「黎明橋」
- 晴海運河（日语：晴海運河）「春海橋」
- 東雲運河（日语：東雲運河）「東雲橋」

### 主要地點
- 日比谷公園
- 銀座
- 歌舞伎座
- 勝鬨橋

## 支線
- 晴海島海神廣場（日语：晴海アイランドトリトンスクエア）旁晴海三丁目交差點經晴海大橋與木遣橋至灣岸道路交點之間的路段為本路線的支線。暫定通稱「晴海通延伸路段」（晴海通り延伸部）。都市計畫上名稱為「放射34號線支線1」。

2006年（平成18年）11月24日全線開通。車道為單側2車道 - 單側3車道，交差點部分為單側3車道 - 單側6車道，十分寬懬。
本路線開通後，都心內堀通可直通灣岸道路。在此之前，都心前往灣岸道路須繞道豐洲站前。
此外，東京都道484號豐洲有明線交點至灣岸道路交點之間有高架的首都高速10號晴海線通過。

### 連接的主要道路
| 交會道路                | 交會道路                | 交差點名 | 交差點名     |
| ----------------------- | ----------------------- | -------- | ------------ |
|                         | 本線                    | 中央區   | 晴海3丁目    |
| 東京都道484號豐洲有明線 | 東京都道484號豐洲有明線 | 江東區   | 晴海大橋南詰 |
| 首都高速道路10號晴海線  | 首都高速道路10號晴海線  | 江東區   | 豐洲出入口   |
| 國道357號（灣岸道路）   | 國道357號（灣岸道路）   | 江東區   | 角乘橋北、南 |

## 關連項目
- 東京都道一覽